# Cahill U.S. Marshal
Cahill U.S. Marshal é um filme estadunidense de 1973, dos gêneros drama, ação e faroeste, dirigido por Andrew V. McLaglen.
O filme foi a quinta é última colaboração do diretor Andrew V. Mclaglen com o ator John Wayne.

## Elenco
- John Wayne....Delegado "J.D." Cahill
- George Kennedy....Abe Fraser
- Gary Grimes....Danny Cahill
- Neville Brand....Lightfoot ("Pé Veloz", mestiço comanche)
- Clay O'Brien....Billy Joe 'Budger' Cahill
- Marie Windsor....Senhora Hetty Green
- Morgan Paull....Struther
- Dan Vadis....Brownie
- Royal Dano....MacDonald
- Scott Walker....Ben Tildy
- Denver Pyle....Denver
- Jackie Coogan....Charlie Smith
- Rayford Barnes....Pee Wee Simser
- Dan Kemp....Joe Meehan
- Harry Carey, Jr.....Hank

## Sinopse
O delegado texano "J.D." Cahill, veterano, viúvo e respeitado, causa rebeldia em seus dois filhos, Danny (de 17 anos) e Billy Joe (11 anos) pelo longo tempo que fica fora de casa perseguindo foras-da-lei. Os dois irmãos se unem a perigosos assaltantes num plano para roubarem o banco da cidade, para provocarem o pai. Quando J.D. procura a trilha dos assaltantes, ele acaba prendendo um outro grupo de suspeitos, que nada tem a ver com o roubo do banco. Os dois garotos ficam preocupados quando os inocentes são julgados culpados e condenados à forca. Para complicar, os assaltantes ameaçam e querem matar os irmãos para que não contem a verdade ao pai deles.